# Szong (Seong)
A Szong (Seong) (nyugaton gyakran Seong vagy Sung) koreai vezetéknév, valamint útónév-szótagként is használatban van.

## Klánok
2000-ben a 成 (kínai: Cseng (Chéng)) handzsához (hanjához) tartozó 15 klán 184 555 főt számlált, míg a 星 (kínai: Hszing (Xīng)) írásjegyű szonphjongi (선평, seonpyeongi)  klán 808 főt.
A legnagyobb klán a cshangnjongi (창녕, changnyeongi), akik a családfájukat a Korjo (Goryeo)-korban élt Szong Inbo (성인보, Seong In-bo) hivatalnokhoz vezetik vissza.
- Szong (성, 成, Seong):[2]
  - cshangnjongi (창녕, changnyeongi) klán
  - kangnungi (강릉, gangneungi) klán
  - kjongdzsui (경주, gyeongjui) klán
  - nadzsui (나주, najui) klán
  - talszongi (달성, dalseongi) klán
  - talcshoni (달천, dalcheoni) klán
  - muani klán
  - jangguni (양근, yanggeuni) klán
  - csondzsui (전주, jeonjui) klán
  - cshangvoni (창원, changwoni) klán
  - cshongnjongi (청룡, cheongnyongi) klán
  - cshongjangi (청양, cheongyangi) klán
  - cshongdzsui (청주, cheongjui) klán
  - phaphjongi (파평, papyeongi) klán
- Szong (성, 星, Seong):[3]
  - szonphjongi (선평, seonpyeongi) klán

### HíresSzong(Seong)ok
- Lea Seong, divattervező
- Szong Begin (Seong Baek-in) (성백인, 1933–), nyelvész
- Szong Dongil (Seong Dong-il) (성동일, 1967–), színművész
- Szong Dzsegi (Seong Jae-gi) (성재기, 1967–2013), emberjogi aktivista
- Szong Dzsonga (Seong Jeong-a) (성정아, 1965–), kosárlabdázónő
- Szong Hian (Seong Hui-an) (성희안, 1461–1513), politikus
- Szong Hjona (Seong Hyeon-a) (성현아, 1975–), színművésznő
- Szong Hon (Seong Hon) (성혼, 1535–1598), konfuciánus tudós
- Szong ibin (Seong uibin) (의빈 성씨, 1753–1786), Csongdzso (Jeongjo) király hitvese
- Szong Juri (Seong Yu-ri) (성유리, 1981–), énekesnő, színművésznő
- Szong Sigjong (Seong Si-gyeong) (성시경, 1979–), énekes
- Szong Szammun (Seong Sam-mun) (성삼문, 1418–1456), konfuciánus tudós

## Utónévként

### Handzsa(Hanja)
Dél-Koreában hivatalos lista van a választható utónévszótagok handzsáira (hanjáira), ebben a listában 27 handzsa (hanja) található a Szong (Seong) szótagra, ezek körül 23 önálló, további négy pedig variáns.
1. 姓 (성씨 성 szongssi szong (seongssi seong)): „családnév”
2. 性 (성품 성 szongphum szong (seongpum seong)): „jellemvonás, személyiség”
3. 成 (이룰 성 irul szong (irul seong)): „elér valamit”
4. 城 (재 성 cse szong (jae seong)): „város”
5. 誠 (정성 성 csongszong szong (jeongseong seong)): „őszinte”
6. 盛 (성할 성 szonghal szong (seonghal seong)): „bőséges”
7. 省 (살필 성 szalphil szong (salpil seong)): „megfigyel”
8. 聖 (성인 성 szongin szong (seong-in seong)): „áldott, szent”
9. 聲 (소리 성 szori szong (sori seong)): „hang”
10. 星 (별 성 pjol szong (byeol seong)): „csillag”
11. 珹 (옥 이름 성 ok irum szong (ok ireum seong)): „jáde”
12. 娍 (아름다울 성 arumdaul szong (areumdaul seong)): „gyöngyörű”
13. 瑆 (옥빛 성 okpit szong (okbit seong)): „jádefény
14. 惺 (깨달을 성 kkedarul szong (ggaedareul seong)): „ráébred”
15. 醒 (깰 성 kkel szong (ggael seong)): „felébred”
16. 宬 (서고 성 szogo szong (seogo seong)): „könyvtár”
17. 猩 (성성이 성 szongszongi szong (seongseong-i seong)): „orangután”
18. 筬 (바디 성 padi szong (badi seong)): „nádsíp”
19. 腥 (비릴 성 piril szong (biril seong)): „sertészsír”
20. 貹 (재물 성 csemul szong (jaemul seong)): „érték, tulajdon”
21. 胜 (비릴 성) piril szong (biril seong)): „győzelem”
22. 晟 (밝을 성 palgul szong (balgeul seong)): „fényes”
23. 𦖤: „éles hallás”[6]

### Népszerű utónevek
Népszerű fiú utónevek a szong (seong) szótaggal:
- 1940-es évek: Szonggi (Seong-gi) (성기; 9. legnépszerűbb)
- 1950-es évek: Szongszu (Seong-su) (성수, 3. hely); Szongho (Seong-ho) (성호, 6. hely)
- 1960-as évek: Szongho (Seong-ho) (1. hely), Szongszu (Seong-su) (7. hely)
- 1970-es évek: Szongho (Seong-ho) (2. hely), Szongdzsin (Seong-jin) (성진, 3. hely), Szonghun (Seong-hun) (성훈, 5. hely), Szongmin (Seong-min) (성민, 8. hely)
- 1980-as évek: Szongmin (Seong-min) (2. hely), Szonghun (Seong-hun) (6. hely)
- 1990-es évek: Szongmin (Seong-min) (3. hely), Szonghjon (Seong-hyeon) (성현, 4. hely)

Egyszótagú utónévként
- Szong (Seong) pekcse (baekje)i király (u. 523–554)
- Szong Vang (Seong Wang) (u. 793–794)

További utónevekben kezdőszótagként
- Szongcshol (Seong-cheol) (성철; férfinév)
- Szongdzsa (Seong-ja) (성자; női név)
- Szonggjong (Seong-gyeong) (성경; uniszex)
- Szonggun (Seong-geun) (성근; férfinév)
- Szongjong (Seong-yong) (성용; férfinév)
- Szongha (Seong-ha) (성하; férfinév)
- Szonghan (Seong-han) (성한; uniszex)
- Szonghi (Seong-hui) (성희; uniszex)
- Szongmi (Seong-mi) (성미; női név)
- Szongnam (Seong-nam) (성남; férfinév)
- Szongszuk (Seong-suk) (성숙; női név)
- Szongu (Seong-u) (성우; férfinév)

További utónevekben záró szótagként
- Cseszong (Jae-seong) (재성; férfinév)
- Csinszong (Jin-seong) (진성; uniszex)
- Heszong (Hae-seong) (해성; férfinév)
- Hiszong (Hui-seong) (희성; uniszex)
- Hjeszong (Hye-seong) (혜성; uniszex)
- Ilszong (Il-seong) (일성; férfinév)
- Oszong (O-seong) (오성; férfinév)
- Teszong (Dae-seong) (대성; férfinév)
- Theszong (Tae-seong) (태성; férfinév)
- Uszong (U-seong) (우성; férfinév)